# The Witcher: Monster Slayer
The Witcher: Monster Slayer (укр. Відьмак: Винищувач чудовиськ) — рольова відеогра з доповненою реальністю, розроблена компанією Spokko, що входить до групи CD Projekt. Гра була випущена для Android та iOS 21 липня 2021 року.
Наприкінці 2022 року CD Projekt оголосила, що гру буде закрито 30 червня 2023 року, після того, як було вирішено, що гра не виправдала бізнес-очікувань. Гра буде недоступна для завантаження після 31 січня, а всі внутрішні покупки в додатку будуть вимкнені до того часу. Очікується, що деякі співробітники Spokko, які працювали над грою, будуть звільнені .

## Ігровий процес
У грі гравці беруть на себе роль відьмака. Ігровий світ - це зображення реального світу, яке підтримується Google Maps. Гравець повинен пересуватися в реальному світі, щоб пересуватися в ігровому світі відьмака. Місцезнаходження бере на себе функція визначення місцезнаходження кінцевого пристрою. В ігровому світі гравець знайде всіляких монстрів, трави або ордени. Залежно від рельєфу місцевості, а також часу доби, гравці зустрічатимуть різні об'єкти. Монстри одного з десяти різних класів з'являються у трьох різних рідкісних видах: звичайні, рідкісні та легендарні, причому рідкісні є більш небезпечними і їх важче вбити.

Гравці можуть вступити в бій один на один з будь-яким монстром, який знаходиться в безпосередній близькості від них. Як відьмаки, вони мають у своєму розпорядженні меч, заклинання та вибухівку, якими можна керувати за допомогою сенсорного екрану, подібно до версії Deep Labyrinth для Nintendo DS, щоб перемогти монстра, якого вони обрали, і повинні використовувати слабкі сторони монстра (наприклад, вибирати швидкі або сильні удари меча), щоб завдати більшої шкоди і накопичити лічильник критичних ударів, щоб мати шанс пройти швидку подію, щоб завдати такого удару і отримати додаткову шкоду, але при цьому бути обережними, щоб парирувати атаки ворога мечем. Гравці також можуть виготовляти олії та зілля за допомогою портативних крафтових станцій, які потребують ремонту після надмірного використання, щоб отримати переваги в бою, а бомби можна придбати, знайти або навіть виготовити пізніше . На додаток до індивідуальних битв, гравці також можуть зустрічати персонажів, які потім ведуть до невеликих квестів .
| Агрегатор  | Оцінка |
| ---------- | ------ |
| Metacritic | 72/100 |

## Оцінки
Гра отримала «змішані або середні» відгуки за версією агрегатора рецензій Metacritic . За три дні після виходу гра досягла понад півмільйона завантажень у Play Store .